# Хромець (Великопольське воєводство)
Хромець (пол. Chromiec) — село в Польщі, у гміні Нове-Място-над-Вартою Сьредського повіту Великопольського воєводства.
Населення — 274 особи (2011).
У 1975-1998 роках село належало до Познанського воєводства.

## Демографія
Демографічна структура станом на 31 березня 2011 року:
|          | Загалом | Допрацездатний вік | Працездатний вік | Постпрацездатний вік |
| -------- | ------- | ------------------ | ---------------- | -------------------- |
| Чоловіки | 145     | 40                 | 94               | 11                   |
| Жінки    | 129     | 23                 | 79               | 27                   |
| Разом    | 274     | 63                 | 173              | 38                   |